# Jean-François van Geel
Pour les articles homonymes, voir van Geel.
Jean-François van Geel, né à Malines en 1756, mort à Anvers en 1830, est un sculpteur brabançon qui fut successivement sujet du Saint-Empire, citoyen français, citoyen néerlandais et finalement citoyen belge au gré du découpage des frontières européennes.
Il commença à apprendre son art à Malines dans l'atelier de Pieter Valckx (en), lui-même élève de Theodoor Verhaegen (en), puis à l'Académie des beaux-arts d'Anvers.
Il retourna dans sa ville natale et devint sous le Premier Empire directeur de l'Académie de Malines. Il eut ainsi l'occasion de former de nombreux disciples parmi lesquels son fils Jean-Louis Van Geel, prix de Rome, dont la réputation surpassa celle de son père.
Encouragé par Armand de Roquelaure, cardinal-archevêque de Malines de 1802 à 1808 sous le Premier Empire, qui l'avait nommé son sculpteur officiel, il orna de nombreuses églises de Malines, d'Anvers et de la province, de statues et de décorations sculptées.
Il travailla aussi le bois, comme à Sempst, à Eppegem et à Hofstade, où il réalisa les chaires de vérité.
Il resta attaché au style flamand de l'époque baroque.